# Calle San Diego (Santiago de Chile)
La calle San Diego es una vía pública de la ciudad de Santiago de Chile, que se inicia en la vereda sur de la Alameda Bernardo O'Higgins, a un costado de la casa central de la Universidad de Chile, finaliza en el borde sur de la comuna de Santiago conectándose con la Gran Avenida en la comuna de San Miguel.

## Historia
Esta calle era antiguamente la ruta de salida al sur del país. Su nombre se origina en 1788 en la antigua iglesia de San Diego, que estaba ubicada en la esquina sur poniente de la Alameda, la que posteriormente desapareció, no así el nombre de la calle que ha perdurado hasta el día de hoy.
Entrado el siglo XX, y con el crecimiento paulatino de la ciudad en especial hacia el sur, las autoridades metropolitanas se vieron en la necesidad de dar sentido único a la avenida, con lo cual el tránsito comenzó a ser de norte a sur. Esta medida trajo muchos beneficios al comercio puesto que a la salida de sus labores muchos eran los trabajadores que aprovechaban de realizar compras. Fue la época de oro de la calle, donde crecieron muchas galerías, además de los mercados ubicados en el sector de la calle Franklin. Sin embargo, a fines de los setenta debido al constante aumento de la congestión vehicular y la construcción del paseo Ahumada, la calle San Diego debe invertir su sentido de tránsito esta vez de sur a norte. Los efectos comenzaron a sentirse y esto sumado al cambio del modelo económico del país, ha llevado a un constante cierre de antiguos locales que no pudieron adaptarse a los cambios. En esta misma época se inauguró la estación Franklin del metro de Santiago en la calle Placer.
Tiene gran importancia como ruta de acceso desde las comunas del sector sur de la capital, y conforma uno de los ejes troncales de la Red Metropolitana de Movilidad, donde también están la calle Nataniel Cox y Gran Avenida.

## Puntos de interés en la calle San Diego
Avanzando hacia el centro de la ciudad, por esta calle uno puede encontrar lugares como:
- Locales de computación, dedicados a los que es el armado, venta de artículos y repuestos del rubro, además una muy buena accesoria de vendedores especializados en lo que es el mundo de la computación e informática (los locales están ubicados desde San Diego con avenida Matta)
- El popular mercado Persa Bío Bío, que ocupa terrenos de antiguas bodegas y ofrece en sus variados locales diversos artículos entre los que destacan ropa, calzado y bicicletas.
- Feria del Mueble, corresponde a una agrupación de mueblistas chilenos que venden muebles artesanales a módicos precios.
- Calle Franklin, donde se continúan vendiendo abarrotes, carnes, frutas y hortalizas de manera tradicional.
- Teatro Caupolicán, histórico teatro reacondicionado; data de 1936. Durante un tiempo (a partir de 1984) se llamó Teatro Monumental; después de un largo receso, fue reinaugurado en 2005.
- Liceo Manuel Barros Borgoño, emblemático colegio ubicado en San Diego 1547, en pleno Barrio Franklin, que ha llegado ser insignia del sector; en 2016 y 2017 ocupó el 10º lugar por el promedio PSU entre los liceos emblemáticos.[1]
- El sector del teatro, entre Eleuterio Ramírez y avenida Matta, concentra gran cantidad de tiendas especializadas en el rubro de las bicicletas, donde se pueden encontrar todos los repuestos y accesorios para casi cualquier bicicleta.
- Parque Almagro, uno de los puntos verdes de la ciudad que más rápido desarrollo ha tenido; se extiende desde la esquina norponiente de la intersección con avenida Santa Isabel hasta el palacio Cousiño.
- Plazoleta de libreros del parque Almagro, la plaza Carlos Pezoa Véliz, ubicada en la parte posterior de la basílica de los Sacramentinos, frente al parque Almagro.
- Llegando a la esquina con Alameda, al costado de la Universidad de Chile, se encuentran unos cuantos quioscos que también ofrecen libros. Venden especialmente a los estudiantes de la universidad y del Instituto Nacional, que se encuentra en el mismo sector.
- Espacios comerciales como supermercados Santa Isabel y Express de Líder. El centro comercial Alonso de Ovalle, conocido popularmente como mall Chino, donde buena parte de los locales comercializa celulares y repuestos relacionados, además de otros artículos. En la esquina de San Diego y Tarapacá se encontraba, hasta 2012, una tienda Ripley y otra La Polar, pero fueron dañadas por un grave incendio intencional que se inició en esta última durante una noche de manifestaciones estudiantiles. Se desechó la idea de reconstruirlas y donde se emplazaba Ripley, funciona un call center.
- Nuevo Paseo de Las Delicias, se hizo un paso bajo nivel que une San Diego y la calle Bandera bajo la Alameda cuando se desarrollaron las obras del metro. Se construyeron locales, pero no prosperaron por el lúgubre aspecto del lugar; remodelado, fue reequipado y reinaugurado.
- El bar Las Tejas es un establecimiento de comida típica chilena y tragos locales, como el terremoto (vino pipeño con helado de piña y granadina o fernet), ubicado donde antes estaba un teatro, a metros de la esquina con Tarapacá, por la vereda oriente.
- El Teatro Cariola, fundado en 1954, ha renacido gracias a los conciertos musicales de diferentes estilos que realizan.[2]